# تريسي يونغ
تريسي يونغ (بالإنجليزية: Tracy Young)‏ هي دي جيه ومنتجة أسطوانات وملحنة أمريكية، ولدت في 9 نوفمبر 1970 في شارلوتسفيل في الولايات المتحدة.

## وصلات خارجية
- الموقع الرسمي
- تريسي يونغ على موقع IMDb (الإنجليزية)
- تريسي يونغ على موقع ميوزك برينز (الإنجليزية)
- تريسي يونغ على موقع ديسكوغز (الإنجليزية)